# Darlington (Caroline du Sud)
Pour les articles homonymes, voir Darlington.
La ville de Darlington est le siège du comté de Darlington, situé en Caroline du Sud, aux États-Unis. En 2016, sa population était de 6 117 habitants. Elle fait partie de l'aire métropolitaine de Florence.

## Démographie
| 1880 | 1890  | 1900  | 1910  | 1920  | 1930  |
| ---- | ----- | ----- | ----- | ----- | ----- |
| 940  | 2 389 | 3 028 | 3 789 | 4 669 | 5 556 |

| 1940  | 1950  | 1960  | 1970  | 1980  | 1990  |
| ----- | ----- | ----- | ----- | ----- | ----- |
| 6 236 | 6 619 | 6 710 | 6 990 | 7 989 | 7 311 |

| 2000  | 2010  | - | - | - | - |
| ----- | ----- | - | - | - | - |
| 6 720 | 6 289 | - | - | - | - |

## Personnalités liées à la ville
William G. Farrow est né à Darlington en 1918.

## Source
- (en) Cet article est partiellement ou en totalité issu de l’article de Wikipédia en anglais intitulé « Darlington, South Carolina » (voir la liste des auteurs).